# Dicranota eucera
Dicranota (Paradicranota) eucera là một loài ruồi trong họ Pediciidae. Chúng phân bố ở vùng sinh thái Nearctic.